# Коле Арфузо (Перуђа)
Коле Арфузо је насеље у Италији у округу Перуђа, региону Умбрија.
Према процени из 2011. у насељу је живело 16 становника. Насеље се налази на надморској висини од 351 м.